# 암의 원인
암은 돌연변이로 인해 통제되지 않은 세포 분열이 발생해 종양을 형성하면서 발병한다. 산발성 (비가족성) 암은 기본적으로 DNA 손상과 유전체의 불안정성으로 인해 발생하며, 일부 돌연변이가 유전되며 발생하는 암도 있다. 암 대부분은 환경적, 생활적, 행동적 요인과 관련이 있다. 인간은 보통 암이 전염되지 않지만, 종양바이러스나 발암균의 감염으로 인해 암이 발병할 수 있다. 암 연구에서 사용하는 '환경'이라는 용어는 인간과 상호작용하는, 신체 바깥의 모든 요소를 가리키는데,. 이는 즉 태양빛이나 대기 오염 등 환경적 요인에 더해, 생활 방식이나 행동 습관 등까지 포함한다.
전 세계적으로 암에 의해 사망한 사람의 3분의 1 이상은 특정 환경적 요소에 대한 노출을 줄임으로서 암 발병을 피할 수 있었을 것으로 보고 있다. 암으로 인한 사망에 기여하는 대표적인 환경적 요소로는 특정한 화학적 및 물리적 요소와의 접촉(이 중 담배가 25~30% 가량을 차지함), 환경적 요소의 오염, 비만(30~35%), 감염(15~20%), 방사선(약 10%)이 있다. 이 요소들은 세포 내 유전자의 기능을 바꿔, 암의 발병에 일부 기여하는데, 보통 암이 나타나기 위해서는 이러한 유전자 변화가 여럿 일어나야 한다. 또한, 암의 발병 요인 중 노화도 중요한 요소로 보는데, 이는 세포의 변화가 나이를 먹으면서 누적되어 최종적으로 암으로 나타난다고 여겨지기 때문이다.

## 유전학적 원인

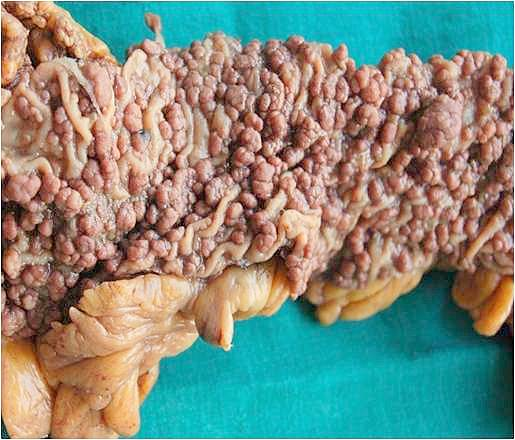
가족성 샘종 폴립증이 있는 사람의 결장 내에 대장 용종 다수가 있는 모습.

유전성 종양은 확인된 것만 50종류 이상이 있지만, 인류 전체의 0.3% 미만만이 종양과 관련된 돌연변이 유전자를 보유하고 있으며, 전체 암 발병 사례의 3~10% 미만을 차지한다. 암 대부분은 유전되지 않으며, 유전성 암은 유전된 돌연변이 유전자로 인해 발병한다. 암 증후군은 유전자 이상을 말하며, 해당 돌연변이 유전자를 받은 사람은 암이 조기 발병하거나, 암의 발달이 더 쉬워진다. 암 증후군이 있는 사람의 암 발병률 자체는 일반 사람보다 높지만, 경우에 따라 발병률의 증가율은 다르며, 일부는 암의 발병률이 증가하기는 하지만 암 자체가 매우 드물게 발생하기도 한다.
암 증후군 대부분은 세포 분열을 조절하는 종양억제유전자의 돌연변이로 인해 나타나며, 그 외에 DNA 수선 유전자, 암유전자, 혈관신생 유전자에 돌연변이가 일어나기도 한다. BRCA1과 BRCA2 유전자에 나타나는 특정 돌연변이는 유방암과 난소암의 발병률을 75% 이상 높이며, 가족성 샘종 폴립증이나 유전성 비폴립 대장암을 일으키는 유전자는 대장암을 일으키는데, 이는 전체 대장암 발병 사례의 5% 미만이다. 대부분 암을 일으키는 유전자는 유전자 검사를 통해 찾아낼 수 있다.

### 암 증후군 목록
- 모세혈관확장성운동실조증
- 블룸 증후군
- BRCA1 및 BRCA2
- 판코니 빈혈
- 가족성 샘종 폴립증
- 유전성 유방암-난소암 증후군
- 유전성 비폴립 대장암
- 리프라우메니 증후군
- 모반모양 기저세포암종증후군
- 본히펠-린다우병
- 베르너 증후군
- 색소성 건피증

## 물리적 및 화학적 요인
특정 물질들은 암의 발병과 연관이 있는데, 이를 흔히 발암물질이라고 부른다. 방사선을 제외한 대표적인 발암물질은 석면, 다이옥신 일부, 담배 연기가 있다. 보통 인공적으로 합성한 화학 물질과 암을 연관시키기 쉽지만, 자연적인 물질에서도 충분히 암이 발병할 수 있다. 미국을 기준으로 매년 암 발병자 4만 명과 암 사망자 2만 명 가량이 직업과 연관된 발병으로 추정하고 있으며, 세계적으로 매년 20만 명 가량이 직업과 관련되어 발병한 암으로 인해 사망한다. 업무 환경에서 벤젠 흡입으로 인한 백혈병 발병이나, 석면 및 담배 연기 흡입으로 인한 폐암 및 중피종 발병 위험에 노출된 인구는 수백만 명에 달하며, 직업과 관련된 암 발병은 전체 암 발병의 2~20% 가량을 차지하는 것으로 보고 있다. 직업과 관련된 암으로 인해 사망하는 경우는 대부분 선진국에서 나타나며, 폐암, 대장암, 유방암, 전립선암과 업무 스트레스 사이에는 큰 관련이 없음이 밝혀져 있다.

### 흡연

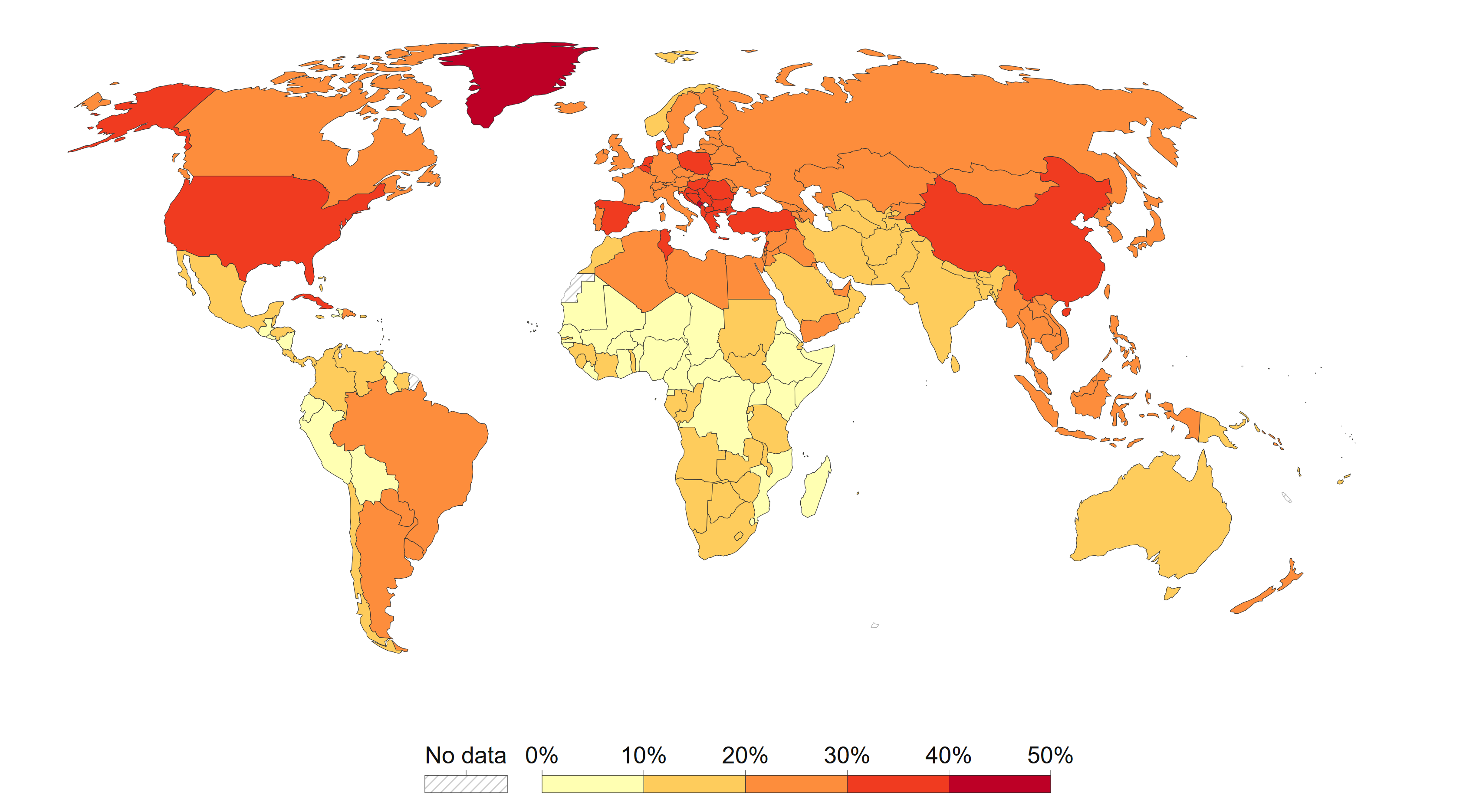
2016년 기준 암으로 인한 사망자 중 담배와 관련된 비율.

폐암의 발병은 흡연과 큰 관련성을 보인다.

담배 흡연은 여러 암과 연관되어 있으며, 폐암 발병 사례의 80%를 차지한다. 수십 년 간의 연구 결과, 담배 흡연과 폐, 후두, 머리, 목, 배, 방광, 콩팥, 식도, 이자에 발생하는 암 사이에 관련이 있음이 증명되어 있으며, 골수성 백혈병, 편평상피비부비동암, 간암, 대장암, 쓸개암, 부신암, 소장암 등의 발병률을 증가시킨다는 증거도 존재한다. 궐련에 있는 유독 물질 7개는 기도 내 발암과 관련이 있는데, 이는 물질 중 아크릴로나이트릴과 아크롤레인이 산화스트레스와 산화 DNA 손상을 일으키기 때문으로 보고 있다. 다른 다섯 물질인 아세트알데하이드, 카드뮴, 산화 에틸렌, 폼알데하이드, 이소프렌은 DNA와의 직접적 상호작용을 포함해 다양한 기작을 거쳐 작용한다. 담배 연기에는 나이트로사민이나 여러 고리 방향족 탄화 수소 등 발암물질 50종 이상이 포함되어 있다. 담배는 선진국에서의 암 사망자 중 3분의 1, 전 세계에서의 암 사망자 중 5분의 1을 차지한다. 미국에서는 흡연율과 폐암 발병률이 서로 닮은 경향을 보이는데, 대표적으로 1950년대 흡연율이 감소하자 1990년 이후 남성의 폐암 사망률이 감소하는 모습을 보였다. 하지만 전 세계적으로 흡연율은 꾸준히 증가하는 추세로, 일부 기관에서는 이 현상을 '담배 범유행'으로 부르기도 한다.
궐련의 느낌을 재현하는 전자기기인 전자 담배는, 고전압 (5.0 V) 기기를 장기간 이용할 경우 폼알데하이드를 일반적인 흡연시보다 더 많이 발생시켜, 장기적으로 암 발병률을 5~15배 증가시킨다. 하지만 전자 담배의 안정성이나 의학적 영향은 아직 확실하게 밝혀져 있지 않다.

### 물질

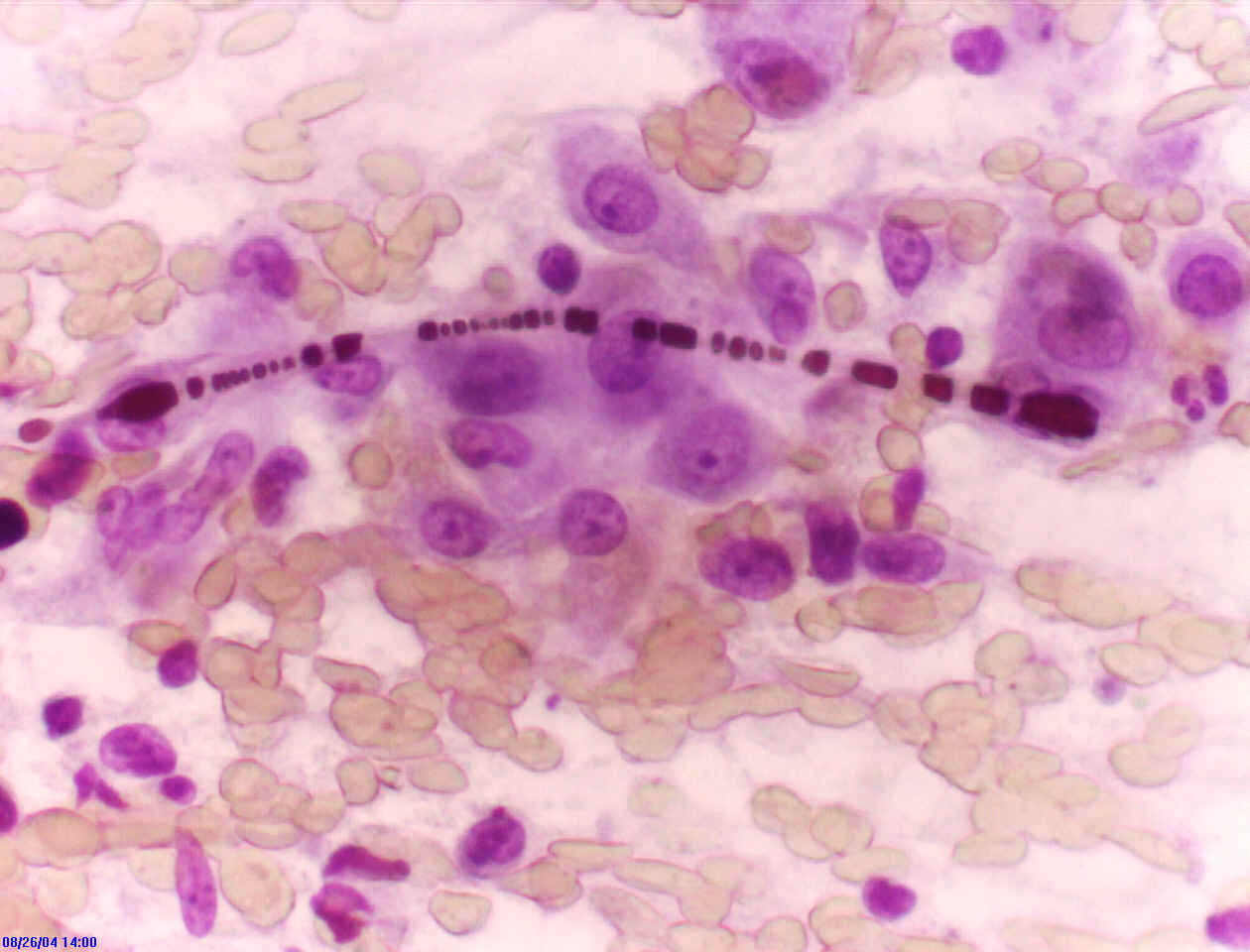
세포를 촬영한 현미경 사진에 보이는 석면 덩어리.

일부 물질은 세포와의 물리적 상호작용을 통해 발암을 일으킨다. 이 사례의 대표는 석면의 장기간 노출로, 폐를 두른 장막에 생기는 암인 중피종을 일으키는 주요 원인이다. 석회와 유사한 섬유 형태의 자연 물질인 규회석, 팔리고르스카이트, 인공 물질인 유리솜, 암면 또한 비슷한 효과를 보인다. 섬유 형태가 아닌 물질 중 발암을 일으키는 물질은 금속 코발트와 니켈의 가루 및 이산화 규소 (석영, 크리스토발라이트, 인규석) 가루가 있다. 보통 물리적 발암원은 작은 가루를 들이마시는 등 신체 안으로 들어와야 하며, 암이 나타나기까지 수 년 이상 계속적으로 노출되어야 한다. 이에 해당하는 일반적인 발암물질은 다음이 있다.
- 니켈
- 베릴륨
- 벤젠
- 비소
- 산화 에틸렌
- 석면
- 카드뮴
- 크로뮴
- 플루토늄

## 생활적 요인
생활적 요소 일부는 암 발병 확률을 높일 수 있다. 식습관과 비만증과 관련된 암 사망자는 전체 암 사망자의 30~35% 가량을 차지한다. 흔히 암 예방을 위해 권장하는 식습관은 채소, 과일, 전곡, 생선을 많이 섭취하고, 가공육, 붉은 고기, 동물성 지방, 정제 탄수화물의 섭취를 삼가라는 것인데, 이러한 식습관이 얼마나 도움이 되는지는 확실히 밝혀져 있지 않다.

### 알코올

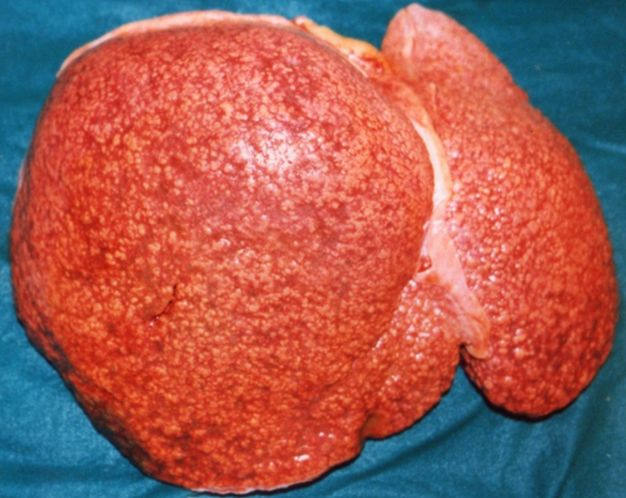
알코올 섭취로 인해 장기가 만성적으로 손상을 입을 경우, 간경변(위 사진)과, 심할 경우 간암의 일종인 간세포암이 생길 수 있다.

흔히 술로 섭취하는 알코올은 대표적인 화학적 발암물질로, 세계보건기구에서는 알코올을 1등급 발암물질로 분류한다. 서유럽에서는 남성 암 발병의 10%, 여성 암 발병의 3% 가량이 알코올과 관련되어 있으며, 전 세계적으로는 암 발병의 3.6%, 암 사망의 3.5%가 알코올과 관련되어 있다. 알코올을 섭취할 경우 입, 식도, 인두, 후두, 위, 간, 난소, 결장에서 암이 발생할 확률이 높아진다.
알코올로 인해 암이 발생하는 이유는, 에탄올이 분해되며 생기는 아세트알데하이드가 발암물질이기 때문이다. 아세트알데하이드는 DNA 손상의 일종인 DNA 결속손상을 일으키는데, 이 손상을 복구하기 위해 복제 과정에서 생긴 부정확한 DNA 복구 전도로를 사용하며, 이로 인해 돌연변이의 빈도가 증가하고 방향성이 바뀐다. 이 외에도 알코올 관련 영양실조, DNA 메틸화의 변화, 세포에서의 산화 스트레스 유도 등, 다른 기작이 일어날 가능성도 제기되어 있다.

### 식습관
특정 음식은 특정 암을 유발하는 것으로 알려져 있다. 연구를 통해 가공육이나 붉은 고기를 섭취할 경우 유방암, 전립선암, 이자암에 걸릴 가능성이 높다는 사실이 밝혀져 있는데, 이는 음식을 고온에서 조리할 경우 발암물질이 생기는 현상과 관련이 있다. 대장암을 유발하는 요소에는 지방, 알코올, 가공육, 붉은 고기의 다량 섭취와, 비만 및 물리적 운동 부족이 있다. 소금을 많이 섭취할 경우 위암이 생길 수 있고, 음식에 간혹 포함되는 독소인 아플라톡신 B1은 간암과 관련이 있다.
암과 식습관 사이에 관련이 있다면, 나라별로 암이 발병하는 양상이 다른 현상을 설명할 수 있다. 예를 들어, 일본은 소금을 많이 사용하는 식문화를 가져 위암의 발병율이 높고, 미국은 가공육 및 붉은 고기를 많이 섭취해 대장암의 발병율이 높다. 이민 집단은 1~2세대가 지난 후 새 정착지의 암 발병 양상을 따라가는 경향을 보이는데, 이 또한 식습관과의 연관으로 볼 수 있다.
쥐의 먹이에 인간의 고지방 음식과 비슷한 농도인 디옥시콜산을 첨가하였을 때, 이후 10개월 간 쥐의 45%~56%가 대장암이 발병했으며, 디옥시콜산을 첨가하지 않은 쥐는 한 마리도 암이 생기지 않았다. 최근 미생물 대사와 암 사이의 관련성을 조사한 연구에서는, 여성의 몸 속에 있는 디옥시콜산과 대장암 발병 위험 사이에 연관이 있다는 결과를 보였다.

### 비만
| 남성     | 여성           |
| -------- | -------------- |
| 대장암   | 대장암         |
| 식도암   | 자궁내막암     |
| 신장암   | 식도암         |
| 췌장암   | 쓸개암         |
| 갑상선암 | 신장암         |
|          | 췌장암         |
|          | 폐경 후 유방암 |

미국에서는 전체 암 사망자 중 14~20% 가량이 과체중과 연관되어 있으며, 비만과 관련된 연간 신규 암 환자 수는 85,000명에 달한다. 또한, 체중 감소를 위해 비만대사 수술을 받은 사람은 암 발병률과 사망률이 모두 감소하였다.
비만과 대장암, 폐경 후 유방암, 자궁내막암, 신장암, 식도암 사이에는 연관이 있으며, 간암의 발달 과정과도 관련이 있다. 현재 비만과 암이 관련된 이유는, 인슐린 등 대사 단백질과 성호르몬(에스트로겐, 안드로겐, 프로게스타겐)이 비정상적으로 많아지기 때문으로 보고 있으며, 지방 조직은 암이 생기기 쉬운 염증 환경을 만들며, 지방 조직 조절 장애가 생길 경우, 산화 스트레스로 인해 DNA 손상 및 유전자 불안정성이 초래된다.
물리적 운동 부족은 체중 증가에 더해, 면역계와 내분비계에도 부정적 영향을 끼친다. 식습관과 관련된 문제 중 절반 이상은 영양소 부족이 아닌 영양소 과다로 인해 발생한다.

## 호르몬

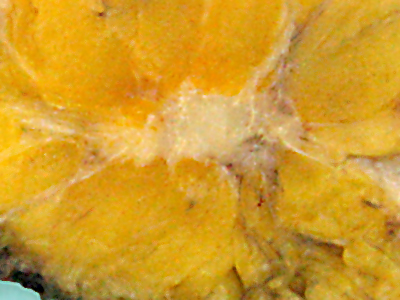
유방에 생기는 젖관암종의 모습. 종양은 사진 중앙의 옅은 지역이며, 주변의 노란 지역은 정상 피부이다.

호르몬 일부는 세포 생장을 촉진시킴으로서 암 발달에 기여한다. 인슐린 유사 성장 인자와 결합 단백질은 암 세포의 생장, 분화, 자살에 중요한 역할을 하며, 따라서 발암에도 어느 정도 기여할 것으로 보고 있다.
호르몬은 유방암, 자궁내막암, 전립선암, 난소암, 정소암 등 성 관련 암과, 갑상선암 및 골종양에서 중요한 전달자 역할을 한다. 예를 들어, 유방암이 있는 여성의 딸은 상대적으로 에스트로겐과 프로게스테론 농도가 더 높은데, 이러한 사람들은 유방암 유전자가 없는 경우에도 유방암이 더 많이 발생하며, 이를 통해 호르몬과 유방암의 발생 사이에 관련이 있다고 추정할 수 있다. 비슷하게 아프리카의 남성은 유럽의 남성보다 테스토스테론 농도가 더 높으며, 동시에 전립선암이 더 많이 발병한다. 아시아의 남성은 테스토스테론을 활성화하는 안드로스테인다이롤 클루쿠로니드의 농도가 낮아 전립선암 발병률이 제일 낮다.
호르몬 대체요법을 받는 여성은 호르몬과 관련된 암이 생길 가능성이 높으며, 반대로 이러한 호르몬이 일반인보다 낮은 경우 관련 암이 생길 가능성이 낮다. 성장 호르몬으로 인해 골육종이 촉진되기도 한다.
암 치료 방법 일부에서는 호르몬 수치를 낮춤으로서 호르몬과 관련된 암을 억제한다. 호르몬의 활동 정도를 바꿈으로서 종양의 성장을 막거나, 암 세포의 자살을 촉진할 수도 있다.

## 감염적 요인
전 세계적으로 발병한 암의 18% 가량이 감염과 관련이 있다. 이 비율은 지역에 따라 차이를 보이는데, 선진국에서는 10% 미만이며, 아프리카에서는 25%까지 올라가기도 한다. 암을 발생시키는 주요 감염원은 바이러스지만, 세균과 기생충도 암을 발생시킬 수 있다. 보통 DNA 손상 및 유전자 불안정성을 일으키는 감염원이 암의 발병률을 높인다.

### 바이러스

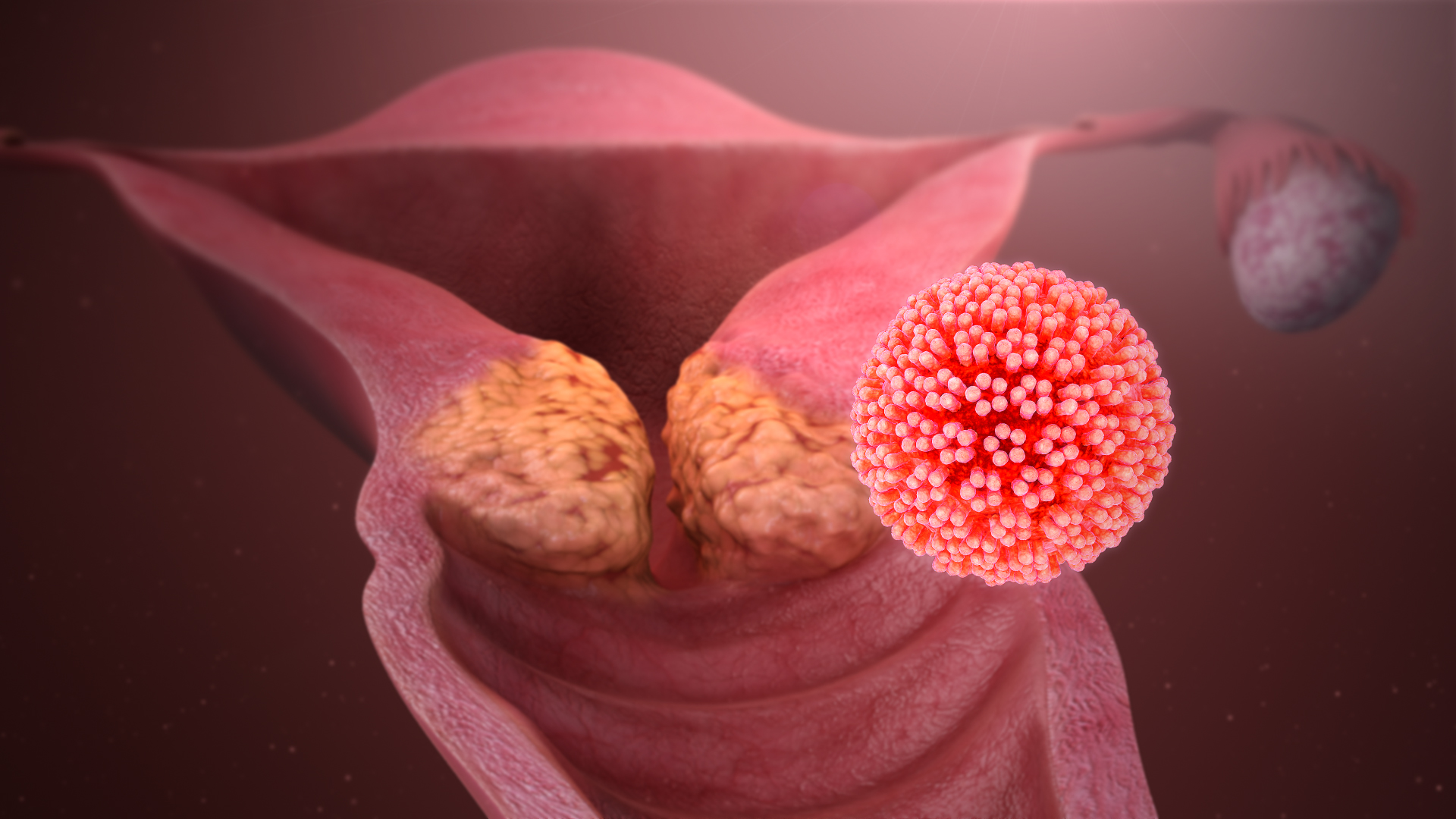
인유두종 바이러스는 생식기를 감염시키는 흔한 바이러스로, 여성의 경우 감염으로 인해 자궁경부암이 생길 수 있다.

바이러스 감염으로 인해 발생하는 대표적인 암으로는 간암과 자궁경부암이 있다. 암을 유발하는 바이러스는 종양바이러스라고 부르며, 인유두종 바이러스(자궁경부암), 엡스타인-바 바이러스(림프증식성질환 및 비인두암), KSHV(카포시육종 및 원발삼출림프종), B형 간염 바이러스 및 C형 간염 바이러스(간세포암), 사람T세포림프친화바이러스 1형(T세포 급성림프구백혈병) 등이 있다.
서구권에서 가장 흔한 종양바이러스는 인유두종 바이러스, B형 간염 바이러스, C형 간염 바이러스이다. 미국에서는 자궁경부암의 발병 원인 1위가 인유두종 바이러스이며, 질암, 외음부암, 음경암, 항문암, 직장암, 인후암, 설암, 편도선암 등도 유발한다. 인유두종 바이러스 속의 E6 및 E7 암유전자는 세포를 감염시킬 때 종양억제유전자를 비활성화시키며, 이와 별개로 세포의 유전자 불안정성을 증가시켜, 전체적인 암 발병 가능성을 높인다. B형 간염 바이러스에 감염된 사람은 감염되지 않은 사람보다 간암에 걸릴 가능성이 200배 가량 높다. 간경화증은 간염 바이러스에 의한 것인지, 과도한 알코올 섭취로 인한 것인지에 상관 없이 암 발병 가능성을 증가시키지만, 간경화증과 바이러스 감염이 동시에 발생할 경우 간암이 발병할 확률이 제일 높다.

### 세균 및 기생충

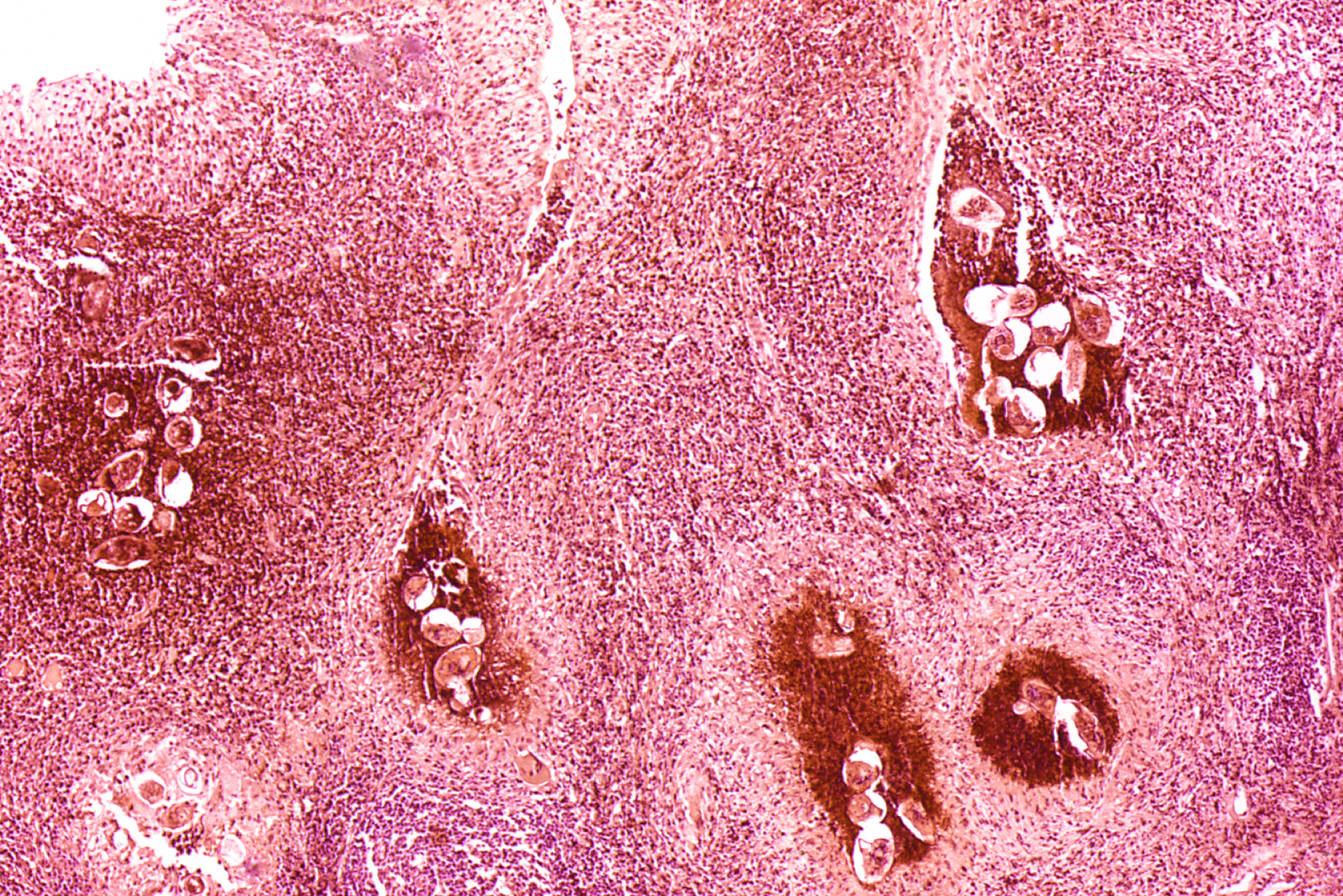
방광에 있는 빌하르츠 주혈흡충의 알.

위나선균에 의해 발병하는 위암 등, 일부 기생충 감염은 발암 가능성을 높인다. 위나선균이 위암을 유발하는 원리는 염증에 의한 것이거나, 세균의 독력인자로 인한 것으로 추정하고 있다. 암을 유발하는 주요 기생충으로는 빌하르츠 주혈흡충(방광암), 간흡충류, 타이간흡충, 간흡충(담관암)이 있으며, 기생충이 낳는 알로 인해 생기는 염증이 암을 유발하는 것으로 보고 있다. 기생충 감염 일부는 몸에서 발암물질을 만들어 암을 촉진하기도 한다. 미코박테륨인 결핵균 감염으로 인해 생기는 결핵과 폐암 사이에도 관련성이 존재한다.

### 염증
연구 결과에 따르면, 염증 자체가 암의 발생 및 발달에 영향을 준다. 만성적인 염증이 있을 경우, 시간이 지남에 따라 DNA 손상이 누적되며, 암 세포를 생성할 수 있는 돌연변이가 축적되고, 종양 주변 환경에 영향을 줌으로서 암 세포의 확산, 생존, 혈관 형성, 전이에도 영향을 준다. 염증성 장질환이 있는 사람은 대장암이 생길 가능성이 더 높다.

## 방사선
침습성 암의 10% 가량은 방사선과 관련되어 있는데, 이는 비이온화 방사선과 이온화 방사선을 모두 포함한다. 화학적 또는 물리적 요인과 달리, 이온화 방사선은 세포 안의 분자를 무작위로 때리는데, 염색체를 때릴 경우, 염색체가 분리되며 염색체의 개수가 비정상화되기도 하고, 맞은 부위의 유전자를 비활성화시키거나, DNA 염기서열의 일부를 삭제하거나, 염색체 전좌를 일으키는 등 여러 염색체 이상을 발생시킬 수 있다. 세포가 큰 피해를 입을 경우 죽지만, 작은 피해만 입을 경우 일부만 작동해 암으로 발달할 가능성이 큰 세포가 남겨질 수 있으며, 특히 종양억제유전자가 손상을 입을 경우 암이 될 확률이 크다. 이온화 방사선으로 인해 암이 생기는 과정은 3단계로, 세포의 형태적 변화, 세포의 영생 취득, 종양을 형성하는 진화적 적응이다. 방사선이 DNA를 직접 때리지 않더라도, 세포 내에서의 반응이 촉진되어 돌연변이의 확률이 증가한다.

### 비이온화 방사선

코 피부가 태양에 노출되며 생긴 편평상피세포의 암종.

모든 전자기 방사선이 암을 유발하는 것은 아니다. 에너지가 낮은 전파, 마이크로파, 적외선, 가시광선은 화학 결합을 깰 만한 에너지가 부족하기 때문에 암을 유발하지 못하는 것으로 알려져 있다. 휴대 전화나 송전 등에서 발생하는 전파는 세계보건기구 국제 암 연구 기관에서 발암 가능성이 있는 요소로 분류하고 있으나, 연구 결과에서는 아직 휴대 전화 전파와 암 발병률 사이의 관계가 증명되지 않았다.
자외선, 엑스선, 감마선 등 고에너지 방사선은 상당량 노출될 경우 암을 유발한다. 태양에서 오는 자외선에 장기간 노출되면 흑색종 등 여러 피부 종양이 발생하며, 비침습성 암의 대다수는 비이온화 자외선으로 인해 생긴 비종양성 피부암이다. 특히, 중파장 대역인 자외선 B로 인해 발생하는 비종양성 피부암은 전 세계에서 가장 흔히 발생하는 암이다.

### 이온화 방사선

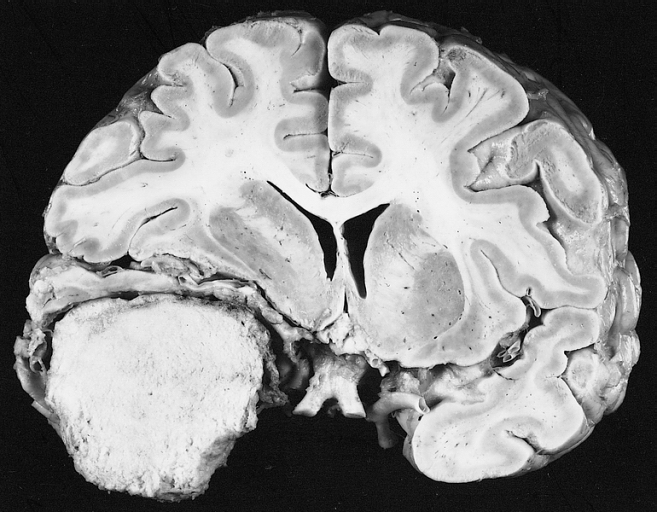
뇌를 밀어내고 있는 뇌수막종의 단면.

이온화 방사선의 주요 원천은 의학촬영이나 라돈 기체 등이 있다. 이온화 방사선 자체는 돌연변이를 크게 촉진하지 않으나, 최근 이온화 방사선의 의학적 활용으로 인해 발생하는 방사선 유발암은 증가 추세에 있다. 이온화 방사선을 암 치료에 사용하는 경우도 있는데, 이 경우 이로 인해 2차적인 암이 발병하기도 한다. 방사선은 모든 동물에게 모든 연령대에서 몸 전체에 암을 유발할 수 있으나, 방사선으로 인한 종양은 의학적인 문제가 발생할 때까지 보통 10~15년 가량, 최대 40년 이상 걸리기도 하며, 방사선으로 인한 백혈병은 발병하기까지 2~10년 가량 걸린다. 뇌가 방사선을 받을 경우, 드물게 뇌수막종이 발병할 수 있다. 모반모양 기저세포암종증후군이나 망막모세포종이 있는 사람은 일반 사람보다 방사선에 의한 암이 발병할 가능성이 높으며, 성년기에 비해 유년기 및 청소년기에 방사선으로 인한 백혈병 발병 확률은 2배, 출생 전 노출로 인한 백혈병 발병 확률은 10배에 달한다.
이온화 방사선은 의학촬영 일부에서 사용하기도 하며, 선진국에서는 의학촬영으로 인한 방사선 노출이 자연 노출량과 거의 비슷할 정도이다. 핵의학에서는 방사선 약품을 혈관으로 직접 주사하며, 방사선 치료에서는 종양과 종양 주변에 고에너지 방사선을 주사한다. 2007년 기준 미국에서 발병한 암 중 0.4% 가량이 기존에 받았던 CT 촬영 때문이며, CT 사용에 따라 1.5~2%까지 증가할 수도 있다는 연구 결과가 존재한다.
라돈 기체를 흡입할 경우 간접 흡연과 비슷한 효과를 보인다. 일반적으로 원자력 발전소 인근에 거주하는 등 적은 노출은 암 발달과 상관이 없는 것으로 보며, 흡연 등 다른 요소와 결합했을 때 방사선의 효과가 합쳐져 같이 나타난다.

## 드문 원인

### 장기 이식

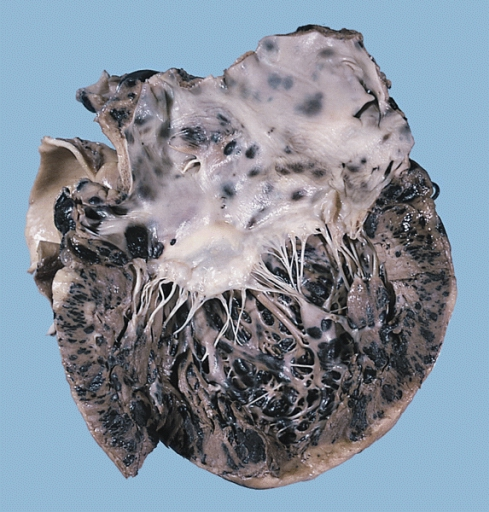
악성 흑색종이 심장으로 전이한 모습.

장기 이식으로 인해 종양이 발달하는 경우는 극히 드물다. 장기 이식으로 인해 생기는 암은 주로 흑색종이 이식 당시 발견되지 않아 옮겨 가 발생하는 것으로 보고 있으며, 바이러스에 감염된 장기 세포가 이식 후 종양으로 발달해 카포시육종으로 발달한 사례도 있다.

### 트라우마
신체적 트라우마로 인해 암이 발병하는 경우는 거의 없으며, 골절을 입은 후 뼈암이 발병했다는 주장은 증명되지 않았고, 비슷하게 자궁경부암, 유방암, 뇌암의 원인으로 신체적 트라우마가 인정된 적은 없다. 신체적 트라우마가 발암원으로 인정된 유일한 경우는 뜨거운 물체가 장기간 자주 접촉했을 경우로, 대표적으로 발암물질이 포함된 손난로로 인해 피부암이 생길 수 있다. 또한, 화상을 입을 정도로 뜨거운 음료를 자주 섭취하면 식도암이 생길 수 있다.
일반적으로, 신체적 트라우마 자체가 암을 유발하는 것이 아니라, 외상을 회복하는 과정에서 암이 생기거나 발달한다고 보고 있으며, 특정 부위가 자주 상처를 입을 경우, 세포 증식이 과도하게 촉진되어 암을 유발하는 돌연변이의 발생 확률이 높아질 수 있다.

### 산모-태아 전이
미국을 기준으로, 매년 임신부 3,500명 가량에서 악성 종양이 생기며, 태반을 통해 태아에게 급성 백혈병, 림프종, 흑색종, 암종이 전이되는 현상이 관찰되었다.
임신 기간에 일어나는 드문 현상을 제외하면 암은 감염되는 병이 아닌데, 이는 주조직 적합성 복합체의 조직 적합성 불일치로 인해 거부 반응이 일어나기 때문이다. 인간을 포함한 척추동물에서는 주조직 적합성 복합체가 개체(사람)마다 다르다는 점을 이용해 '자신의 세포'와 '자신이 아닌 세포'를 구분하는데, 이 원리로 면역계에서 다른 사람의 암 세포 또한 '자신이 아닌 세포'로 분류해 제거하기 때문이다.

## 같이 보기
- 암
- 질병